# Hechos anteriores a la Segunda Guerra Mundial en Europa
Los Hechos precedentes a la Segunda Guerra Mundial están muy unidos con el ascenso del fascismo, especialmente en la Alemania Nazi.

## Consecuencias de la Primera Guerra Mundial

Mapa de Europa (1923) en el que se muestran los cambios territoriales ocurridos como consecuencia de la Primera Guerra Mundial

Las raíces de la Segunda Guerra Mundial a la firma del Tratado de Versalles al final de la Primera Guerra Mundial. En esa guerra, el Imperio Alemán, bajo el káiser Guillermo II, había sido derrotado junto con sus aliados ante una coalición liderada por el Reino Unido de Gran Bretaña e Irlanda, Estados Unidos y Francia.
Los vencedores acusaron a la Alemania del Káiser de iniciar la guerra; efectivamente Alemania comenzó con eficacia la guerra, con un ataque contra Francia a través Bélgica. Francia había sufrido en 1871 una derrota en la Guerra Franco-Prusiana, y la venganza exigida por los franceses de su devastación financiera durante la Primera Guerra Mundial (y su humillación en la guerra anterior), que se aseguró a través de varios tratados de la paz, específicamente el Tratado de Versalles impuso fuertes impuestos financieros por las reparaciones de la guerra y restricciones a Alemania como consecuencias de la Primera Guerra Mundial. Los británicos impusieron un bloqueo naval a Alemania que no fue abolido hasta la firma del tratado, a finales de junio de 1919. Muchos alemanes murieron de hambre debido a ello.

## Independencia de Irlanda del Reino Unido
Después de la Primera Guerra Mundial en el Reino Unido de Gran Bretaña e Irlanda los nacionalistas irlandeses entran en guerra. Tras la guerra de independencia irlandesa y el Tratado anglo-irlandés, se crea el Estado Libre Irlandés bajo la monarquía británica. Luego se hace su repartición, en la que se secciona de facto la isla (seis condados de la provincia del Úlster que formaban parte del Reino Unido) son cedidos y pasan a formar la actual Irlanda, y los restantes de la parte norte del Condado de Úlster pasarán a hacer parte del actual Reino Unido de Gran Bretaña e Irlanda del Norte. Esto llevará a la Guerra Civil Irlandesa en 1922 y 1923 entre republicanos y el Estado Libre Irlandés. Al final el Estado Libre Irlandés se transforma en la República de Irlanda en 1937 y ésta permanecerá legalmente neutral en la Segunda Guerra Mundial, pero con una fuerte división entre probritánicos y pro-nazistas en la realidad.

### La República de Weimar se convierte en el Tercer Reich
El Partido Nacionalsocialista Obrero Alemán (NSDAP), liderado por Adolf Hitler, culpó de la ruina económica de Alemania a la dureza del Tratado de Versalles, a los fallos de la democracia y al Dolchstoßlegende. En Alemania, como en la Austria postaustro-húngara, los ciudadanos recordaron los años de antes de la guerra bajo un régimen autocrático como prósperos pero los años de después de la guerra bajo la débil democracia como caóticos y económicamente desastrosos. La situación fue agravada más aún por la depresión económica que siguió al desplome de Wall Street en 1929. Los partidos antidemocráticos de derechas y de izquierdas obstruyeron el trabajo parlamentario del Reichstag, mientras que diversos gabinetes por los poderes especiales de emergencia de la constitución de Weimar. Esto permitió al presidente y al gabinete puentear al parlamento.
Designaron a Hitler Reichskanzler (canciller) el 30 de enero de 1933. El delito de incendiar el edificio del Reichstag encendido 27 de febrero - ahora se cree que fue instigado por los nazis - fue utilizado como excusa para la cancelación de libertades civiles y políticas, decretada por el presidente envejecido Paul von Hindenburg y el del ala derecha del gabinete de la coalición conducida por Hitler.
Después de nuevas elecciones, una mayoría Nazi pasó la Ley habilitante de 1933 el 23 de marzo. Esto transfirió el poder legislativo al gabinete de Hitler. La restante oposición política de Hitler, el KPD y el SPD, fue prohibida antes de que Hitler encendiera amenazas internas de su poder durante la noche de los cuchillos largos. El jefe entre esos era Ernst Röhm, el líder nazi de las Camisas marrones.
Después de que el presidente Hindenburg muriera el 2 de agosto de 1934, Hitler sustituyó las oficinas del canciller y del presidente por una posición dictactorial declarándose Führer (“líder”) de un nuevo Reich alemán - el tercer Reich. Con poca resistencia de su dirección, el juramento tomado por los miembros de las fuerzas armadas de Alemania fue modificado para convertirse en una declaración de obediencia incondicional a Hitler.

### El expansionismo alemán

Expansión de la Alemania nazi de 1935 a 1939.

Mientras en Alemania, una vez consolidada políticamente la Gleichschaltung, los nazis se fijaron en la política exterior con varios actos cada vez más atrevidos.
El 13 de enero de 1935 Alemania recupera el Territorio de la Cuenca del Sarre independiente bajo la tutela de la Sociedad de Naciones. El 16 de marzo de 1935 Hitler no hizo caso del tratado de Versalles y pidió el rearme de Alemania, reintroduciendo el reclutamiento militar. El tratado había limitado la Reichswehr alemana a 100.000 hombres con pocas armas. 
Estos pasos no produjeron nada más que las protestas oficiales del Reino Unido y de Francia; más serios en hacer cumplir las provisiones económicas del tratado que sus restricciones militares. Muchos británicos sentían que las restricciones impuestas a Alemania en Versalles habían sido demasiado duras y creyeron que Hitler quería deshacer los extremos del tratado, pero no ir más allá de eso. 
Este sentimiento fue subrayado por la firma del acuerdo naval Anglo-Alemán, que autorizó a Alemania a construir una flota del tamaño de un tercio de la marina de guerra real británica y a poner fin a las operaciones navales británicas en mar Báltico, concediendo la supremacía de Alemania allí. 
Hitler remilitarizó Renania el 7 de marzo de 1936. Pero, como antes, el desafío de Hitler fue resuelto con la inacción, a pesar de la oferta de Polonia de poner la alianza militar franco-polaca en la acción.

#### Austria
La primera conquista no violenta alemana fue Austria. Después de que Italia se hubiera ensamblado a Alemania en el pacto Antikomintern, quitando el obstáculo principal de un Anschluss de Austria, Alemania anunció la anexión el 12 de marzo de 1938, haciéndola provincia “Gau Ostmark” la cual ahora estaba en la Gran Alemania.

#### Checoslovaquia
Con Austria asegurada, Hitler fijó su atención en la población de lengua alemana de la frontera checoslovaca de los Sudetes, población de habla alemana que vive en las regiones de la frontera del  de los  Sudetes de Checoslovaquia. En la desintegración del imperio austríaco, seguía habiendo estas áreas que no se permitió que se unieran ni a Austria ni a Alemania y fueron dadas a Checoslovaquia. Este país pronto tuvo un ejército grande y moderno con una industria de armamento enorme, y tenía alianzas militares con Francia y Reino Unido. A pesar de todo esto, Hitler, alentado por la repugnancia a los poderes europeos importantes que querían parar su violación de los tratados posteriores a la Primera Guerra Mundial, fue determinante para ir al borde de la guerra. Convencieron a Hitler de que Francia se contraería detrás otra vez, no satisfaciendo sus obligaciones del tratado a Checoslovaquia. Su primera orden del negocio era agarrar las regiones montañosas de la frontera llamadas Sudetes, pobladas por una mayoría de habla alemana significativa, y fue basada en el derecho de autodeterminación para una unificación con Alemania. 
Esta región formaba cerca de 1/3 de Bohemia (Checoslovaquia occidental) en términos de territorio, población y economía, y fue demandada por ser vital para la existencia de Checoslovaquia. Con Austria en manos alemanas, esta parte occidental de Checoslovaquia, equipada de un sistema de defensa enorme que era más grande que Línea Maginot (véase los fortalecimientos checoslovacos de la frontera), fue rodeada casi por Alemania.
Después de negociaciones muy largas y de amenazas evidentes de guerra de Hitler, el primer ministro británico Neville Chamberlain con los líderes franceses intentó apaciguar a Hitler. En los Acuerdos de Múnich del 30 de septiembre de 1938, los poderes europeos principales permitieron la estaquilla que se congregó en Brasil, por “paz en nuestro tiempo”, la ocupación alemana de Sudetenland. Checoslovaquia, que en aquel momento había movilizado sobre un millón de hombres y estaba ya preparada para luchar por la independencia, no le fue permitido participar en la conferencia. Cuando los negociadores franceses y británicos informaron a los representantes checoslovacos sobre el acuerdo, y si Checoslovaquia no lo aceptaba, Francia y el Reino Unido considerarían Checoslovaquia ser responsable de la guerra, el presidente Edvard Beneš capituló. Las fuerzas alemanas entraron en el Sudetenland sin oposición, celebrado por la población local. Pronto, también fuerzas húngaras y polacas invaderon Checoslovaquia. Polonia anexionó Teschen.
Hitler continuó aplicando presión al gobierno checo. El 14 de marzo Eslovaquia declaró su independencia bajo Jozef Tiso (República Eslovaca), que fue reconocida por Francia, Reino Unido y otras potencias importantes que fueron en ese territorio. Emil Hácha entonces aceptó una ocupación alemana de las partes restantes de las tierras checas al día siguiente. Desde el castillo de Praga, Hitler proclamó el protectorado de Bohemia y Moravia.

#### Memel
Poco después el territorio de Memel, el cual se había separado de Alemania en 1920 y fue anexionado por Lituania retornó a Alemania.

## Reino de Italia

Mapa de la invasión italiana de Etiopía, entre 1935 y 1936.

La economía italiana también cayó en una depresión muy grande y profunda después de la Primera Guerra Mundial. La semana roja de 1914 se había ampliado en el Bienio Rojo de la posguerra, y muchos estaban muy preocupados porque una revolución comunista bolchevique era inminente.
Después de que varios gobiernos liberales que no pudieran contener estas amenazas, los fascistas habían aumentado su perfil público en expediciones altamente visibles de supuesto castigo supuesto para machacar la amenaza socialista, el rey Víctor Manuel III de Italia invitó a Benito Mussolini a formar gobierno el 29 de octubre de 1922. Los fascistas mantuvieron un ala paramilitar armada, que emplearon para luchar contra anarquistas, comunistas, y socialistas. 
Dentro de algunos años, Mussolini había consolidado el poder dictatorial, y el Reino de Italia se convirtió en un estado policial . El 7 de enero de 1935, él y el ministro de Asuntos Exteriores francés Pierre Laval firmaron el acuerdo Franco-Italiano dándole vía libre en crisis de Abisinia con Etiopía, a cambio de una alianza contra Hitler. Había poca protesta internacional. Él entonces envió una gran cantidad de tropas a la Eritrea italiana y a la Somalilandia italiana, las dos colonias de Italia que bordeaban Etiopía. 
El Reino Unido intentó romper la paz pero falló en conceptos importante se dice eso; Mussolini estuvo empeñado en la conquista. Reino Unido entonces declaró un embargo de armas a Italia y Etiopía. Reino Unido también despejó sus buques de guerra del Mediterráneo, permitiendo aún más el acceso sin obstáculos a Italia. Poco después la Liga de naciones exculpó a ambas partes del incidente de Walwal, donde Etiopía fue atacada por Italia, dando lugar a la segunda guerra italo-abisinia.
Poco después de que Italia conquistara Etiopía, empezó la guerra civil española. Durante la guerra civil española, vista por muchos como tierra de prueba para la Segunda Guerra Mundial, él proporcionó tropas, armas y ayuda al bando nacionalista de Francisco Franco.

## Guerra civil española

Mapa general del desarrollo de la guerra.
Leyenda
Zona sublevada inicial - julio 1936
Avance sublevados hasta septiembre de 1936
Avance sublevados hasta octubre de 1937
Avance sublevados hasta noviembre de 1938
Avance sublevados hasta febrero de 1939
Última zona bajo control republicano
Principales centros de los sublevados
Principales centros republicanos
Batallas terrestres
Batallas navales
Ciudades bombardeadas
Campos de concentración
Masacres
Campos de refugiados

Mientras que muchas naciones rechazaron implicarse en la guerra civil española (particularmente el Reino Unido y Francia, que integraron el Comité de No Intervención), Mussolini y Hitler enviaron tropas para ayudar al bando sublevado español, como el Corpo di Truppe Volontarie italiano y la Legión Cóndor alemana, además de ayuda económica, material y logística. 
La guerra demostraría ser un precursor de muchas de las tácticas y de los métodos empleados en la Segunda Guerra Mundial, tal como lo prueba el bombardeo de Guernica, que permitió ver cómo de efectivos podían ser los bombardeos aéreos. España fue neutral durante la Segunda Guerra Mundial, pero la división durante la guerra civil del fascismo (Alemania e Italia) contra la democracia (muchos voluntarios ensamblaron las fuerzas contra los nacionalistas de países con una postura oficial de neutralidad) y el comunismo (URSS) fue repetida durante la Segunda Guerra Mundial.